# Francis Osborne (5e duc de Leeds)
Pour les articles homonymes, voir Osborne et Carmarthen (homonymie).
Francis Godolphin Osborne, 5e duc de Leeds, marquis de Carmarthen (29 janvier 1751 - 31 janvier 1799) est un homme politique et pair britannique.

## Biographie

### Vie privée
Il est le seul fils survivant de Thomas Osborne, 4e duc de Leeds et de son épouse Mary Godolphin, fille de Francis Godolphin, 2e comte de Godolphin et d'Henrietta Churchill, 2e duchesse de Marlborough.
Il fait ses études à la Westminster School et à Christ Church, Oxford.
Il est titré marquis de Carmarthen entre 1751 et 1789.

### Vie publique
Il est député pour Eye en 1774 et pour Helston de 1774 à 1775. En 1776, après avoir reçu une ordonnance d'accélération en tant que baron Osborne, il entre à la Chambre des lords et, en 1777, devient Lord-chambellan de Charlotte de Mecklembourg-Strelitz et capitaine de Deal Castle. À la Chambre des lords il est un ennemi déterminé du premier ministre, Frederick North, qui, après avoir démissionné de son poste de chambellan, le prive de la charge de Lord Lieutenant du East Riding of Yorkshire en 1780. Il la retrouve deux ans plus tard.
Au début de 1783, il est choisi comme ambassadeur en France, mais il n'occupe pas ce poste et devient secrétaire d'État aux Affaires étrangères sous William Pitt le Jeune en décembre de la même année. L’historien Jeremy Black a déclaré qu’en matière de politique étrangère, Pitt et d’autres dirigeants sont déçus de son action en tant que ministre. Il est anti-français mais ne développe pas une politique étrangère active et agressive. Au lieu de cela, le roi George III fixe lui-même les grandes lignes de la politique étrangère avant de perdre ses facultés mentales. Le rejet par Pitt de la politique antirusse de Leeds est le coup fatal et il quitte ses fonctions en avril 1791.
Il ne fait rien pour entretenir de bonnes relations avec les États-Unis d’Amérique nouvellement indépendants: deux futurs présidents, John Adams et Thomas Jefferson, envoyés en mission des États-Unis, se sont tous deux plaints de son attitude et de sa "répugnance à avoir rien à faire avec nous ". Alors que Adams, qui est plutôt anglophile par inclination, est prêt à pardonner et à oublier, Jefferson ne l'est pas, et on peut affirmer que la seule réussite durable de Leeds fut de favoriser l'hostilité implacable de Jefferson en tant que Président des États-Unis à la Grande-Bretagne et ses dirigeants.
Par la suite, il prend peu de part à la politique. En 1792, entendant des rumeurs selon lesquelles une nouvelle coalition pourrait être formée, il se propose imprudemment de prendre sa tête et se heurte à une forte opposition de Pitt et du roi.
Le fils aîné de son premier mariage, George Osborne, 6e duc de Leeds, lui succède au duché. Le deuxième fils de son premier mariage, Francis Osborne , est créé baron Godolphin en 1832. Les mémorandums politiques de Leeds ont été édités par Oscar Browning pour la Camden Society en 1884, et sa correspondance officielle compte huit volumes au British Museum.

## Famille
Il épouse en premières noces, le 29 novembre 1773, Amelia Darcy, 12e baronne Darcy de Knayth et 9e baronne Conyers (1754-1784), fille de Robert Darcy, 4e comte d'Holderness et de Mary Doublet. Ils ont trois enfants.
- George Osborne, 6e duc de Leeds (21 juillet 1775 - 10 juillet 1838) épouse Charlotte Townshend (16 mars 1776 - 30 juillet 1856), dont descendance ;
- Mary Henrietta Juliana Osborne (7 septembre 1776 - 21 octobre 1862) épouse Thomas Pelham, 2e comte de Chichester (28 avril 1756 - 4 juillet 1826) , dont descendance ;
- Francis Osborne, 1er baron Godolphin (18 octobre 1777 - 15 février 1850) épouse Elizabeth Charlotte Eden (21 mars 1780 - 17 avril 1847), dont descendance.

Il épouse en secondes noces, le 11 octobre 1788, Catherine Anguish (1764-1837), fille de Thomas Anguish et de Sarah Henley. Ils ont deux enfants.
- Sidney Godolphin Osborne (16 décembre 1789 - 15 avril 1861), célibataire, sans enfants ;
- Mary Henrietta Juliana Osborne (13 mars 1798 - 23 décembre 1878) épouse John Whyte-Melville (21 juin 1797 - 16 juillet 1883) , dont descendance.

Le 5e duc de Leeds est enterré dans la chapelle de la famille Osborne à l'église All Hallows, à Harthill, dans le Yorkshire du Sud.

## Distinctions

### Décorations britanniques
- Ordre de la Jarretière (1790)